# Creu de terme de la Font Vella (Barberà de la Conca)
La creu de terme de la Font Vella és una creu de terme de Barberà de la Conca (Conca de Barberà) situada al costat de la Font Vella.
És una còpia en pedra artificial de l'antiga creu de terme de l'ermita de Santa Anna (al terme municipal de Montblanc però parròquia de Barberà de la Conca) que és dipositada al Museu Comarcal de la Conca de Barberà.
Al segle XVIII el poble tenia un total de sis creus de terme. Van ser destruïdes el 1936. Aquesta còpia va ser feta bastir per l'ajuntament l'any 2009.